# 獨立地鐵系統
獨立地鐵系統（英語：Independent Subway System），簡稱獨鐵（IND或ISS），過去稱為「獨立市營地鐵系統」（ICOS）或「獨立市營捷運鐵路」，是美國紐約市的軌道交通鐵路系統，現在是紐約地鐵一部分。它興建的第一條路線是1932年曼哈頓的IND第八大道線。
作為三個組成紐約地鐵網絡的其中之一，IND原意是由市政府全權擁有和經營，而不是私人公司營運或聯合資助營運的跨區捷運公司（IRT）和布魯克林-曼哈頓運輸股份有限公司（BMT）。IND網絡在1940年與這兩間公司的網絡合併。
原初IND服務路線分別是現時A線、B線、C線、D線、E線、F線及G線列車。另外，BMT的M線、N線、Q線及R線現在也部分在IND軌道營運。洛克威公園接駁線輔助A線列車服務。為了營運需要，IND和BMT路線和列車共同劃為B分部。